# Frankie Wright
Frankie Wright (ur. 1 lutego 1985) – amerykański lekkoatleta, sprinter. 

## Osiągnięcia
| Rok  | Impreza                   | Miejsce | Konkurencja        | Pozycja    | Wynik   |
| ---- | ------------------------- | ------- | ------------------ | ---------- | ------- |
| 2012 | Halowe Mistrzostwa Świata | Stambuł | sztafeta 4 x 400 m | 1. miejsce | 3:03,94 |

Brązowy medalista halowych mistrzostw USA w biegu na 400 metrów (2012).

## Rekordy życiowe
- Bieg na 400 metrów (hala) – 45,72 (2012)
- Skok w dal (hala) – 7,75 (2007)